# (148) Gallia
(148) Gallia ist ein Asteroid des mittleren Hauptgürtels, der am 7. August 1875 vom französischen Astronomen Prosper-Mathieu Henry am Pariser Observatorium entdeckt wurde.
Der Asteroid wurde benannt nach dem Heimatland des Entdeckers. Gallia ist der lateinische Name für Frankreich.

## Wissenschaftliche Auswertung
Aus Ergebnissen der IRAS Minor Planet Survey (IMPS) wurden 1992 erstmals Angaben zu Durchmesser und Albedo für zahlreiche Asteroiden abgeleitet, darunter auch (148) Gallia, für die damals Werte von 97,8 km bzw. 0,16 erhalten wurden. Nach der Reaktivierung von NEOWISE im Jahr 2013 und Registrierung neuer Daten wurden die Werte 2016 mit 85,9 km bzw. 0,21 angegeben, diese Angaben beinhalten aber hohe Unsicherheiten.
Eine spektroskopische Untersuchung von 820 Asteroiden zwischen November 1996 und September 2001 am La-Silla-Observatorium in Chile ergab für (148) Gallia eine taxonomische Klassifizierung als S- bzw. Sl-Typ.
Photometrische Beobachtungen des Asteroiden erfolgten erstmals vom 6. Dezember 1977 bis 3. Januar 1978 am La-Silla-Observatorium. Aus allen Messungen konnte eine Lichtkurve zusammengestellt werden, aus der eine Rotationsperiode von 20,664 h bestimmt wurde. Weitere Messungen wurden vom 18. April bis 11. Mai 2007 am Palmer Divide Observatory in Colorado durchgeführt. Aus der etwas lückenhaften Lichtkurve konnte eine Rotationsperiode von 20,666 h abgeleitet werden. Mit archivierten Daten des Asteroid Terrestrial-impact Last Alert System (ATLAS) aus dem Zeitraum 2015 bis 2018 wurden dann in einer Untersuchung von 2020 mit der Methode der konvexen Inversion ein Gestaltmodell und eine Position für die Rotationsachse mit einer retrograden Rotation sowie eine Rotationsperiode von 20,6636 h bestimmt. Das Lookout Observatory der United States Air Force Academy in Colorado ist vorrangig damit beschäftigt, Exoplaneten durch photometrische Beobachtungen zu finden. Die Geräte können aber auch zur präzisen Messung der Lichtkurven von Asteroiden eingesetzt werden. Vom 27. Februar bis 9. April 2021 wurde (148) Gallia beobachtet und sehr detaillierte Daten erhalten, aus denen eine Rotationsperiode von 20,661 h bestimmt wurde.
Zwischen 2012 und 2018 wurden mit der All-Sky Automated Survey for Supernovae (ASAS-SN) auch photometrische Daten von 20.000 Asteroiden aufgezeichnet. Auf mehr als 5000 davon konnte erfolgreich die Methode der konvexen Inversion angewendet werden, darunter auch (148) Gallia, für die in einer Untersuchung von 2021 ein verbessertes dreidimensionales Gestaltmodell für eine Rotationsachse mit retrograder Rotation und einer Periode von 20,6642 h berechnet wurde. Aus den Daten von ATLAS konnte in einer Untersuchung von 2022 mit der Methode der konvexen Inversion eine Rotationsperiode von 20,665 h berechnet werden.
Abschätzungen von Masse und Dichte für den Asteroiden (148) Gallia aufgrund von gravitativen Beeinflussungen auf Testkörper hatten in einer Untersuchung von 2012 zu einer Masse von etwa 4,89·1018 kg geführt, was aber mit einem angenommenen Durchmesser von etwa 83 km zu einer als unrealistisch bewerteten hohen Dichte bei keiner Porosität führte.

## Gallia-Familie
(148) Gallia ist namensgebendes und größtes Mitglied einer Asteroidenfamilie mit ähnlichen Bahneigenschaften, wie eine Große Halbachse von 2,66–2,82 AE, eine Exzentrizität von 0,08–0,19 und eine Bahnneigung von 24,5°–26,2°. Taxonomisch handelt es sich hauptsächlich um Asteroiden der Spektralklasse S und L, die mittlere Albedo liegt bei 0,27. Der Gallia-Familie wurden im Jahr 2019 400 Mitglieder zugerechnet, sie könnte ein Alter von etwa 100 Mio. Jahren besitzen.